# Francesco Fiori (politico)
Francesco Fiori (Voghera, 14 aprile 1953) è un politico italiano.

## Biografia
Giornalista pubblicista, è stato direttore della Federazione regionale degli agricoltori lombardi e consigliere dell'Ente autonomo Fiera di Milano. 
Alle elezioni regionali in Lombardia del 1995 si candida con Forza Italia, venendo eletto consigliere regionale e poi nominato assessore all'agricoltura nella giunta di Roberto Formigoni. Nel 1999 diventa europarlamentare, eletto nella circoscrizione dell'Italia nord-occidentale, rimane in carica fino al 2004. Torna poi in consiglio regionale lombardo nella successiva legislatura, in carica fino al 2009.
Dal 2010 lavora come responsabile delle relazioni al fianco di Giorgio Squinzi, patron della Mapei.